# Scuola Normale Superiore de Pisa
La Scuola Normale Superiore de Pisa és una escola superior universitària de l'estat italià, que té com a objectiu donar una formació científica i literària de nivell alt. Fou fundada l'any 1810 per Napoleó, seguint el mateix model que l'École Normale Supérieure de París. Per ella han passat tres premis Nobel italians: Giosuè Carducci, Carlo Rubbia i Enrico Fermi i també dos presidents d'Itàlia: Giovanni Gronchi i Carlo Azeglio Ciampi. Téla seva seu a l'emblemàtic Palau de la Carovana, que presideix la Plaça dels Cavallers de Pisa.

## Els estudiants de l'escola

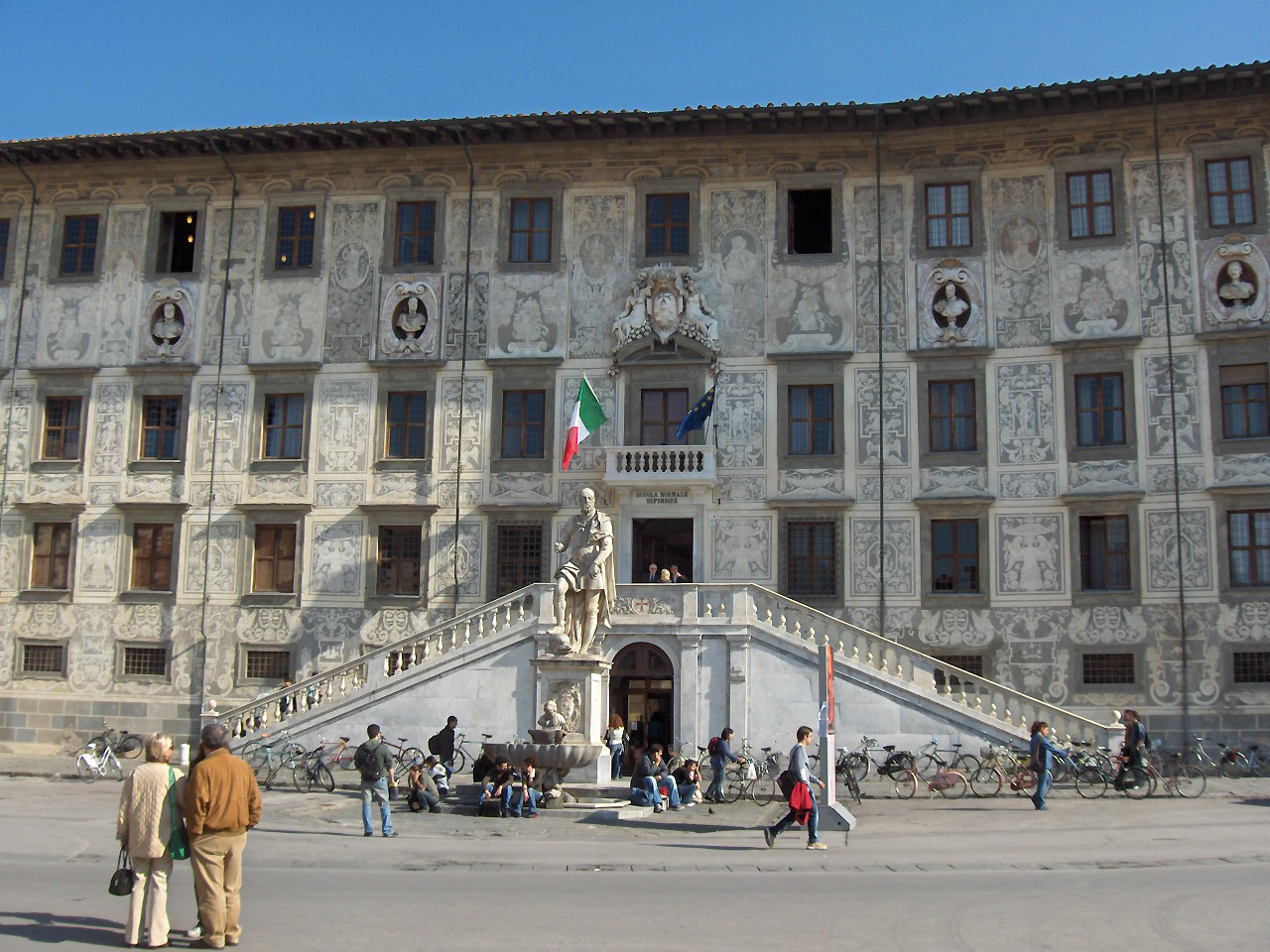
L'edifici seu de l'Escola Normal Superior fou decorat per Giorgio Vasari.

Els cursos ordinaris, són un programa d'educació triennal + magistral, que es completen en paral·lel i a dos bandes, per una part els cursos propis de l'escola i per l'altra els cursos amb la Universitat de Pisa, sempre sota la supervisió de l'Escola Normal Superior.
Els cursos de perfeccionament (PhD) s'organitzen en tres modalitats: la "Classe de Ciències" i la "Classe de Lletres", que tenen lloc a Pisa; i la "Classe de Ciències Socials", que té lloc a la seu de Florència, al Palazzo Strozzi. Els estudiants són admesos a l'escola per via d'un concurs nacional que es publica entre maig i juny i que posa a disposició un nombre variable de places. D'aquesta manera es fa una selecció dels estudiants que s'admeten a les classes de perfeccionament de ciències i de lletres de cada any (de vint-i-cinc a trenta llocs cadascuna). Els estudiants admesos reben una borsa d'estudis que inclou l'allotjament en càmera individual i una dotació econòmica per tal de seguir i aprovar les matèries dels cursos organitzats a l'escola, per tal de fer la inscripció a la Universitat de Pisa.